# Сюзанна Бюїссон
Сюзанна Бюїссон (19 вересня 1883 , IX округ Парижа  — 5 липня 1944 , Аушвіц, Провінція Верхня Сілезія ) — французька політична діячка і член французького Руху Опору.

## Активізм
Незабаром після її народження сім'я Сюзанни Бюїссон переїхала до Діжона, де вона прожила до шістнадцяти років. Потім повернулася до Парижа, щоб заробляти на життя працюючи в магазині. Сюзанна Бюїссон відвідувала зустрічі під керівництвом Рене Вівіані та Альберта Тома. У 1899 році стала діячкою соціалістичного руху. Відтоді вона виступала за абсолютну рівність чоловіків і жінок, яка, за її словами, стане можливим лише за умови трансформації економічних структур та впровадження соціалізму. У 1905 році приєдналася до [[Французька секція Робітничого інтернаціоналу|французької секції Робітничого Інтернаціоналу (англ. SFIO)]].
Сюзанна Бюїссон овдовіла під час Першої світової війни і виховувала дитину одна. Вдруге вийшла заміж 23 березня 1926 року, одружившись з лідером профспілок Жоржем Бюїссоном, який у 1929 році став ад'юнкт-секретарем Загальної конфедерації праці (англ. CGT).
Після війни Сюзанна Бюїссон стала головним редактором у SFIO. Вона стала відповідальною за колонку «Жінка, активістка» («фр. La femme, la militante») у французькій соціалістичній газеті «Le Populaire» і була обрана секретарем Національного комітету соціалістичних жінок. У 1924 році була обрана до виконкому партії. Цю посаду обіймала до 1932 року, потім знову з 1935 по 1936 рік. У 1933—1934 та 1938—1939 роках була членом Постійного адміністративного комітету, головного органу прийняття рішень SFIO на той час. Вперше вона була включена до складу членів за клопотанням Венсана Оріоля, а вдруге — за пропозицією Леона Блюма. У 1931 році Сюзанна Бюїссон увійшла до складу делегації SFIO на Конгресі Соціалістичного Інтернаціоналу, що проходив у Відні.

## Французький Рух Опору
З 1938 року Сюзанна Бюїссон приєдналася до партизан, об'єднаних проти Гітлера. У березні 1941 року вона стала співзасновником <i id="mwJQ">Комітету соціалістичної дії</i> (англ. CAS) і стала його скарбником. Вона робила численні вилазки по всій країні, щоб поширювати літературу Руху Опору та брати участь в акціях на підтримку соціалістичних активістів, заарештованих режимом Віші або німецькою владою. У березні 1943 року, коли CAS фактично перетворилася на об'єднану таємну SFIO, Сюзанна Бюїссон стала членом її політичного бюро. Через два місяці вона стала відповідальною за відносини з Комуністичною партією.

## Смерть

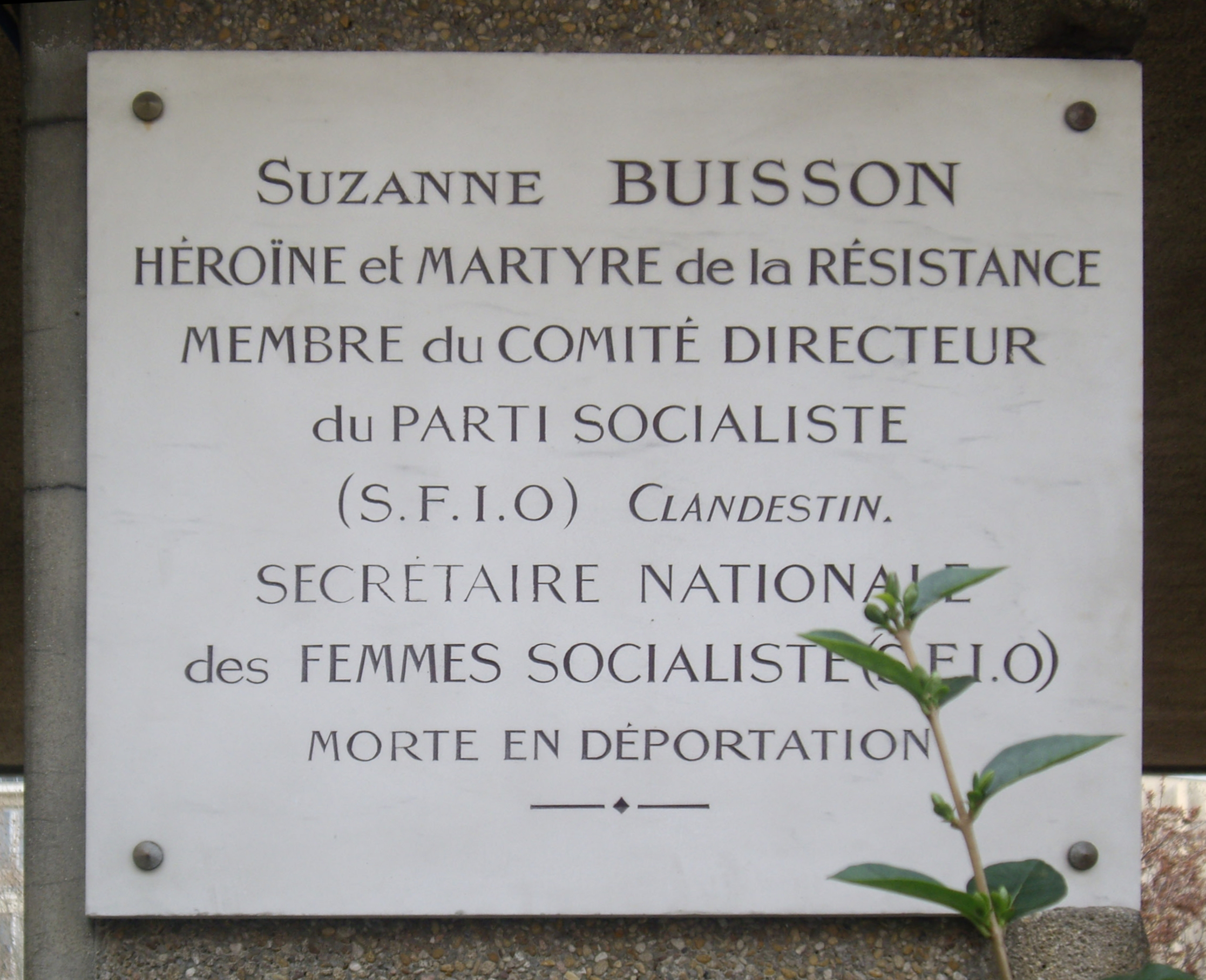
Меморіальна дошка на площі Сюзан Бюїссон, 18-й округ Парижа

Невдовзі гестапо виявило штаб-квартиру таємної SFIO. Повідомлена про їх рейд, Сюзанна Бюїссон пройшла вздовж будівлі, попередивши своїх товаришів, коли її заарештувало гестапо.
Під стражданнями тортур вона нічого не відкрила німцям. Будучи єврейкою, а також учасницею Руху Опору, вона була депортована, і зрештою була вбита в Освенцимі.
Леон Блюм віддав їй шану у виданні Le Populaire від 2 лютого 1946 року: «Вона була успішною, зразковою активісткою, від якої партія могла запитати будь-що, яка ніколи не ухилялася від своїх обов'язків, а навпаки, на неї можна було покластися на їх виконання з абсолютною відданістю та безкорисливістю. У повсякденній роботі партії вона не вагалася перед жодним завданням; у таємній боротьбі вона ніколи не думала про небезпеку».